# Iochroma fuchsioides
Iochroma fuchsioides là loài thực vật có hoa trong họ Cà. Loài này được (Bonpl.) Miers mô tả khoa học đầu tiên năm 1848.